# Debasyfikacja

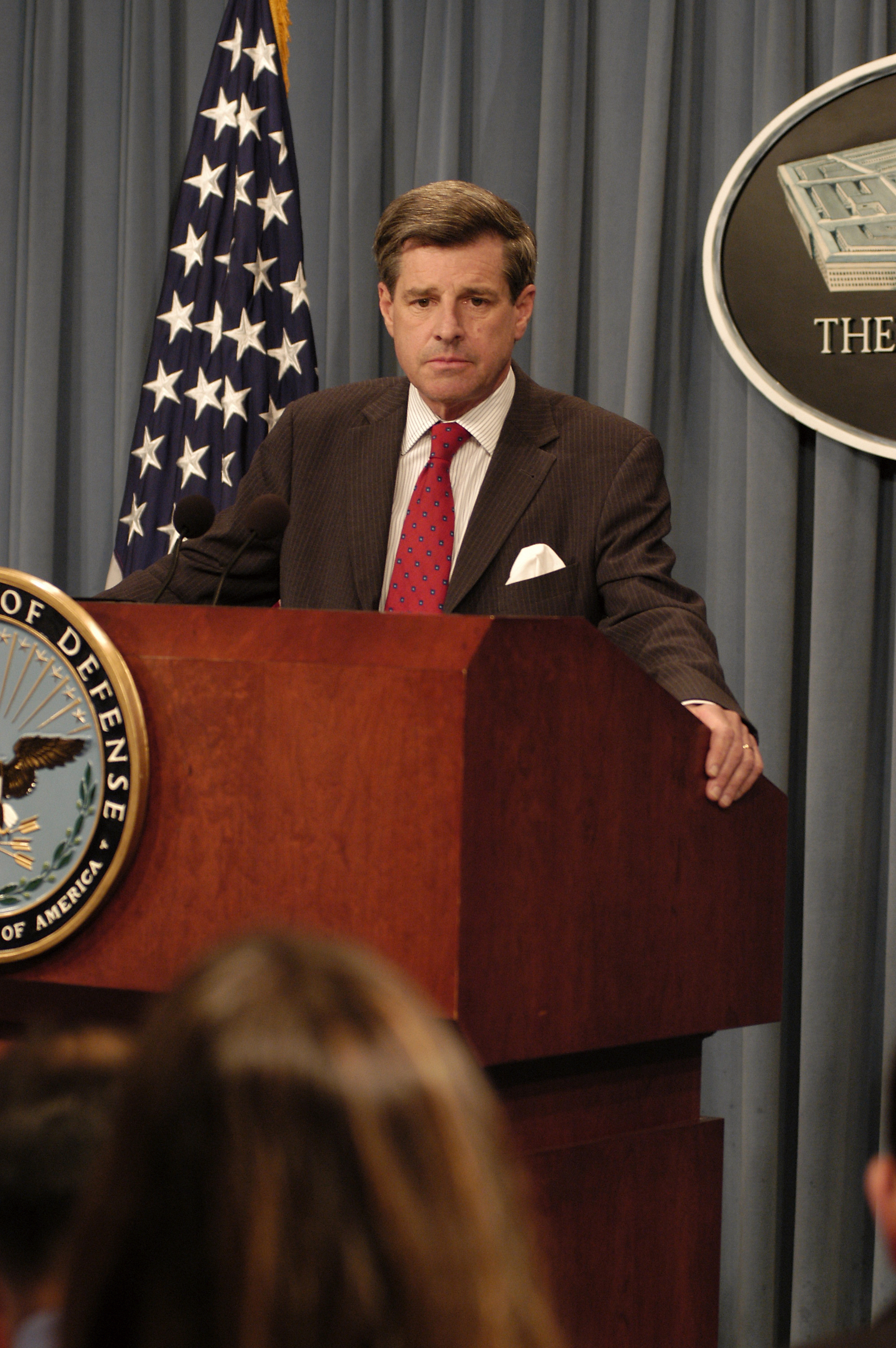
Cywilny administrator Iraku Paul Bremer, autor pierwszych rozkazów o debasyfikacji

Debasyfikacja – proces wyeliminowania z życia publicznego Iraku po obaleniu rządów Saddama Husajna osób działających w irackiej partii Baas, partii obalonego dyktatora.
Polityka debasyfikacji (termin ten ukuty został na wzór denazyfikacji) została wdrożona natychmiast po obaleniu rządów Saddama Husajna, w maju 2003 na mocy decyzji amerykańskich władz okupacyjnych. Rozkaz Paula Bremera o debasyfikacji zabronił działaczom sprawującym najwyższe funkcje partyjne (cztery kręgi najbliższe kierownictwu) pracy w instytucjach państwowych, a wszystkim członkom – obejmowania stanowisk kierowniczych na trzech najwyższych poziomach zarządzania. Tylko wiosną 2003 z irackiej administracji państwowej usunięto od 20 tys. do nawet 120 tys. pracowników, co uniemożliwiło jej praktyczne funkcjonowanie. Debasyfikacja ostatecznie zniszczyła iracką administrację, nadwątloną już wcześniej przez dziesięcioletnie sankcje ONZ nałożone na Irak i przez wojny prowadzone w poprzednich dekadach przez Saddama Husajna. Wyeliminowała z procesu przejścia Iraku od dyktatury do demokracji wykwalifikowanych nauczycieli, urzędników, oficerów oraz inżynierów, jak również zniechęciła irackich sunnitów do całego procesu demokratyzacji.
W 2003 Amerykanie zdecydowali ponadto o rozwiązaniu armii irackiej, gdyż jej oficerowie w ogromnej większości byli związani z partią. Z wojska usunięto 400 tys. osób. Na czele nowych instytucji państwowych tworzonych pod egidą Amerykanów stanęli niemal wyłącznie politycy wywodzący się z organizacji opozycyjnych. Oficjalnie debasyfikacja miała uniemożliwić restytucję dyktatury na wzór obalonych rządów.
Oprócz oficjalnej kampanii usuwania dawnych działaczy partyjnych z życia publicznego w latach 2003–2007 za przyzwoleniem nowych przywódców irackich dochodziło do morderstw byłych baasistów. W szczególności dopuszczały się ich armia Mahdiego dowodzona przez Muktadę as-Sadra oraz organizacja Badr związana z Najwyższą Radą Islamską w Iraku, należącą do rządzącego Zjednoczonego Sojuszu Irackiego. Ataki na baasistów przerodziły się w politykę terroru wymierzoną w całą społeczność sunnicką centralnego i południowego Iraku.
Wśród Irakijczyków z czasem narastało niezadowolenie z powodu amerykańskiej okupacji i przeświadczenie, że Amerykanie nie kontrolowali sytuacji w państwie. Zaczęły rozwijać się organizacje stawiające sobie za cel walkę zbrojną z wojskami koalicji. Współtworzyli je wyeliminowani z życia publicznego byli działacze partii Baas, podobnie jak osoby związane z rodziną obalonego dyktatora i byli funkcjonariusze irackich służb specjalnych. Partyzantka od wiosny 2003 systematycznie rosła w siłę. Byli baasiści stali na czele najważniejszych organizacji partyzanckich, walczących pod hasłami obrony islamu sunnickiego. Wielu z nich stanęło następnie na czele oddziałów terrorystycznych tworzących od 2014 Państwo Islamskie.
Już w 2004 pojawiły się opinie, że debasyfikacja dotknęła, obok najwyższego kręgu współpracowników Saddama Husajna, także osoby, które należały do partii po to, by móc pracować dla swojego kraju. Sugerowano, by przepisy o debasyfikacji zostały zrewidowane. W 2007 prezydent Stanów Zjednoczonych George W. Bush wymienił reformę praw dotyczących debasyfikacji wśród sześciu najważniejszych wyzwań, które stały przed irackim rządem i których realizacji mieli strzec Amerykanie.
W czerwcu 2010 politykę debasyfikacji oddano w ręce parlamentarnej komisji, na czele której stanął Ahmad al-Dżalabi. Komisja przeprowadziła weryfikację kandydatów zgłoszonych do startu w wyborach parlamentarnych, wykreślając z list 551 osób i 14 całych list. Rządząca szyicka koalicja użyła debasyfikacji jako narzędzia walki politycznej; przewodniczący komisji al-Dżalabi sam był kandydatem w wyborach, a przy eliminowaniu kandydatów z wyborów doszło do nadużyć. Chociaż obowiązujące przepisy debasyfikacyjne miały dotyczyć tylko czołowych działaczy, z wyborów wyeliminowano m.in. Saliha al-Mutlaka, działacza sunnickiego, który z partii Baas został usunięty jeszcze w 1977. Debasyfikacja w największym stopniu dotknęła Iracki Ruch Narodowy – koalicję działaczy świeckich i partii sunnickich, którą rządzący uważali za najpoważniejszego konkurenta. Za członkostwo w partii nie wyeliminowano natomiast z wyborów żadnego kandydata Zjednoczonego Sojuszu Irackiego, szyickiej koalicji Państwo Prawa kierowanej przez Nuriego al-Malikiego, partii kurdyjskich ani sunnickich formacji odwołujących się do islamu lub do wartości plemiennych, chociaż wśród ich kandydatów byli dawni baasiści.